# Rød glente
Rød glente (Milvus milvus) er en mellemstor europæisk rovfugl med en markant kløftet hale, som lever af små pattedyr, fugle, krybdyr, amfibier og hvirvelløse dyr, den selv fanger, og af ådsler.
Den røde glente blev udryddet som ynglefugl i Danmark for omkring 100 år siden, men genindvandrede igen til landet fra Sverige og Tyskland i 1970'erne. Den danske bestand har været stærkt stigende i de sidste par årtier, med 17 ynglepar i 2001, 75-80 ynglepar i 2009, ca. 200 ynglepar i 2017, og mere end 300 ynglepar i 2022. Ynglebestanden er vurderet som sårbar på den danske rødliste. Et stigende antal røde glenter overvintrer også i Danmark; i 2023 fandt man 759 individer ved optællingen 7-8. januar, hvilket er næsten en tredobling i forhold til januar-tællingen i 2015, og mere end en femtendobling i forhold til 2008. De første overvintrende røde glenter så man i 1980'erne, og før det overvintrede hele den danske bestand i mere sydvestlige regioner, specielt i Frankrig og Spanien.
Den røde glente ligner den nært beslægtede sorte glente, som ses hvert år i Danmark, men aldrig har ynglet i landet. Kun én anden glente kendes fra Danmark; den helt anderledes blå glente, som er en ekstremt sjælden gæst i landet.